# Route nationale 127
Die Route nationale 127, kurz N 127 oder RN 127, war eine französische Nationalstraße.
Die Straße wurde 1824 zwischen Montauban und Langon festgelegt und geht auf die Route impériale 147 zurück. 1949 übernahm die Nationalstraße 113 den Abschnitt zwischen Moissac und Langon. Die Länge betrug dadurch 31 Kilometer. 1973 wurde die Nationalstraße 127 komplett abgestuft. 1978 wurde die Nationalstraße 125C, eine Umgehungsstraße von Saint-Martory, als N 127 gekennzeichnet. Seit 1996 stellt diese nun nach Ausbau einen Teil der Autobahn 64 dar.